# Bathyzetes extenuata
Bathyzetes extenuata är en havsspindelart som först beskrevs av Calman, W.T., och fick sitt nu gällande namn av  1938. Bathyzetes extenuata ingår i släktet Bathyzetes och familjen Ammotheidae. Inga underarter finns listade.